# Cléry-sur-Somme
Cléry-sur-Somme är en kommun i departementet Somme i regionen Hauts-de-France i norra Frankrike. Kommunen ligger i kantonen Péronne som tillhör arrondissementet Péronne. År 2022 hade Cléry-sur-Somme 515 invånare.

## Befolkningsutveckling
Antalet invånare i kommunen Cléry-sur-Somme
| Referens: INSEE |